# Cavaion Veronese
Cavaion Veronese (velenceiül Cavajon Veronexe) település Olaszországban, Veneto régióban, Verona megyében. Lakosainak száma 6055 fő (2023. január 1.). Cavaion Veronese Affi, Bardolino, Pastrengo, Rivoli Veronese és Sant'Ambrogio di Valpolicella községekkel határos.

## Népesség
A település népességének változása:
| Lakosok száma | 5910 | 5924 | 6055 |
|               | 2017 | 2018 | 2023 |